# Cirimbelli (famiglia)
Cirimbelli è una famiglia nobile bresciana, di origine incerta, ma ascritti al patriziato in data antecedente al 1796.

## Storia
La nobile famiglia dei Cirimbelli ha oscure origini che non riescono ad essere tracciate più all'indietro del XVI secolo, durante il quale si riscontra la loro diffusione sia a Brescia che a Quinzano. 
Nonostante le prime notizie riguardanti dei Cirimbelli datano del XVI secolo, questi non compaiono nello stemmario del Beaziano, redatto nel 1684. È possibile che la famiglia sia stata ascritta al nobile ceto patrizio anteriormente al 1796, anno in cui figurano nell'elenco, ma posteriormente al 1684.
Basilio e Marco Antonio Cirimbelli, inoltrando la richiesta di poter essere ammessi alle vicarie della città di Brescia nel 1583, dichiarano implicitamente di essere giunti in Brescia almeno a partire dall'anno 1533, ovvero cinquanta anni prima di porre richiesta per l'accesso alle viacarie cittadine.
Con una supplica, ovvero una richiesta formale di ammissione, Ludovico Cirimbelli, nel 1652 richiede l'ammissione al ceto patrizio della città di Brescia e la nobiltà per se e per i suoi discendenti. Sicuramente questa richiesta non rimase inattesa, dato che i Cirimbelli vennero infine ascritti al patriziato ma non si conosce la data esatta in cui furono ammessi.
Durante il corso del XVI, XVII e XVIII secoli, le fortune della famiglia andarono sempre crescendo, aumentarono i possedimenti fondiari, soprattutto nella zona di Acquafredda e della bassa bresciana.
Nel 1774, Barbara Cirimbelli andò in sposa al nobile Luigi III Mondella, l'alleanza matrimoniale con la famiglia Mondella, già di distinta importanza, rese maggiore notorietà alla famiglia e permise di accedere a importanti cariche religiose parecchi dei propri membri.
Dei numerosissimi sacerdoti, religiosi e religiose che la famiglia diede alla Chiesa, degno di menzione è sicuramente Orazio Cirimbelli, morto nel 1711, dottore in teologia, parroco a Maclodio e poi arciprete ad Erbanno. 
Altro membro degno di memoria della famiglia Cirimbelli è Pietro Cirimbelli, laureato in filosofia e medicina presso l'università di Padova.

### Dimore storiche
Il palazzo Bonzi, ad Acquafredda venne costruito nel 1667 da Lodovico Cirimbelli figlio di Marc'Antonio e rimase nelle mani della famiglia fino al 1819 quando venne ereditato da Antonio Mondella.

### Estinzione
La famiglia Cirimbelli si estinse sul finire del XVIII secolo nella persona di Giovanni Battista, figlio di Ludovico che, non avendo figli e dunque estinguendosi la famiglia dei Cirimbelli, diede in eredità la quasi totalità del proprio patrimonio familiare ai suoi parenti più prossimi, Antonio e don Luigi Mondella.